# 제롬 컨

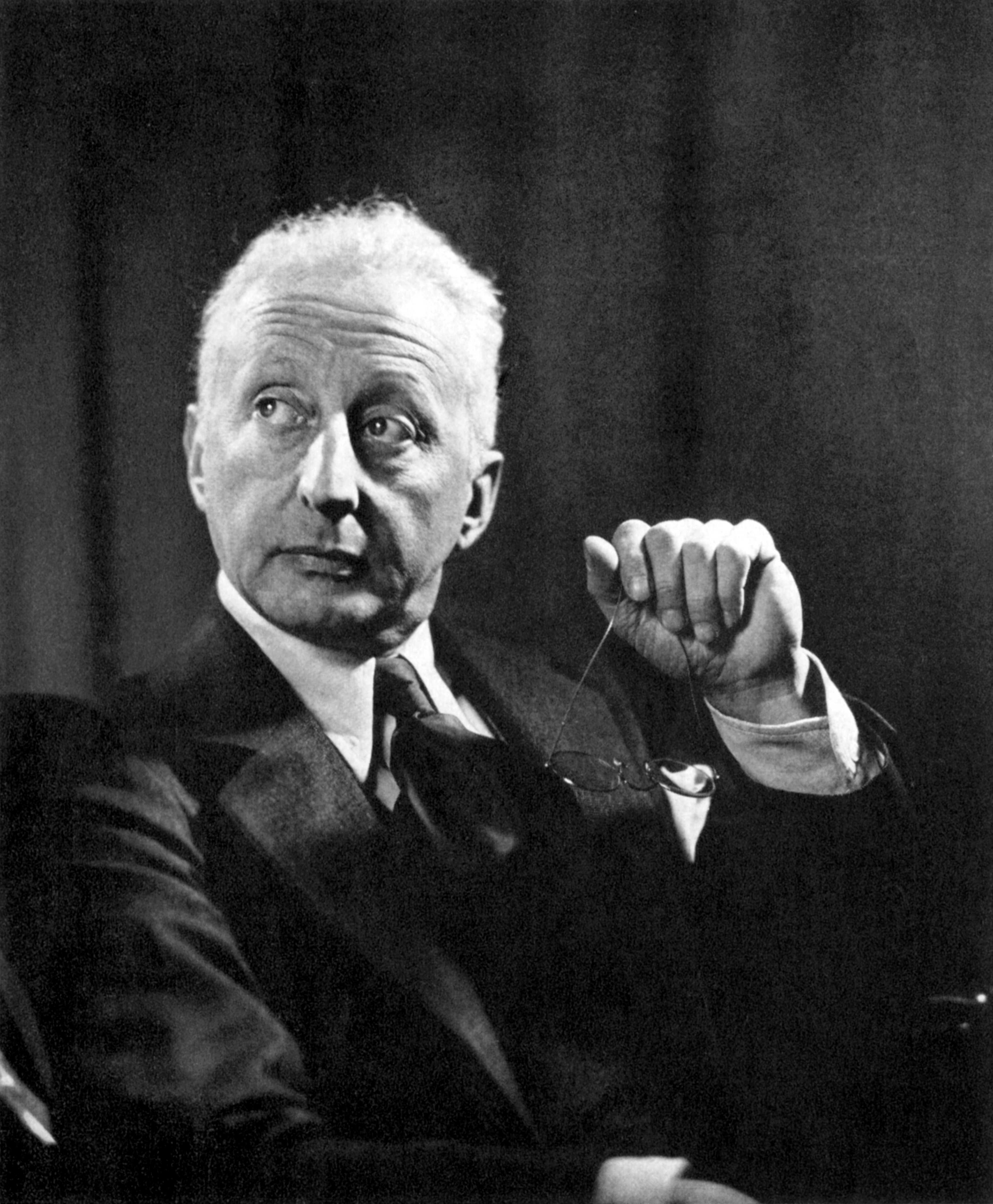
제롬 컨 (1934년)

제롬 데이비드 컨(Jerome David Kern, 1885년 1월 27일 ~ 1945년 11월 11일)은 뮤지컬과 대중음악의 미국인 작곡가였다. 20세기 초 미국의 가장 중요한 연극 작곡가 중 한 명으로, 그는 〈Ol' Man River,〉 〈Can't Help Lovin' Dat Man〉, 〈A Fine Romance〉, 〈Smoke Gets in Your Eyes〉, 〈The Song Is You〉, 〈All the Things You Are〉, 〈The Way You Look Tonight〉, 〈Long Ago (and Far Away)〉와 같은 100개 이상의 무대 작품에 사용된 700곡 이상의 곡을 작곡했다. 그는 조지 그로스미스 주니어, 가이 볼턴, P. G. 보드하우스, 오토 하바흐, 오스카 해머스타인 2세, 도로시 필즈, 조니 머서, 이라 거슈윈, 입 하버그 등 당대 최고의 리브레티스트와 작사가들과 협업했다.
뉴욕 출신인 컨은 40년 이상 지속된 경력에서 수십 편의 브로드웨이 뮤지컬과 할리우드 영화를 제작했다. 4/4 댄스 리듬과 싱코페이션과 재즈 진행의 채용과 같은 그의 음악적 혁신은 거부되기 보다는 초기 뮤지컬 극장 전통을 기반으로 만들어졌다. 그와 그의 동료들은 또한 그의 멜로디를 사용하여 당시의 다른 뮤지컬보다 액션을 더 발전시키거나 캐릭터화를 더 발전시켜 나중의 뮤지컬의 모델을 만들었다. 컨의 뮤지컬과 뮤지컬 영화 수십 편이 흥행에 성공했지만 현재는 쇼보트만이 정기적으로 부활하고 있다. 그러나 그의 다른 쇼에서 나온 노래들은 여전히 자주 공연되고 각색된다. 컨의 많은 노래들은 재즈 음악가들에 의해 표준 곡으로 각색되었다.